# Dead@17
Dead@17 est une bande dessinée publiée par Viper Comics et Image Comics. La série fut créée par Josh Howard. Huit mini-séries furent publiées aux États-Unis.

## Publication

### Dead@17
Une adolescente de 17 ans, Nara Kilday, est ressuscitée après avoir été assassinée. Elle deviendra une justicière dont le but sera de tuer des monstres diaboliques.

### Rough Cut
Rough Cut est une mini-série qui se concentre sur les personnages secondaires de Dead@17.

## Personnages
- Nara Kilday : la protagoniste de la série
- Hazy Foss : la meilleure amie de Nara
- Elijah  : ami de Nara et le copain de Hazy
- Noel Raddemer : le mari de la mère de Nara
- Winston : ami de Noel
- Joan of Arc : une membre de  l'Heaven's Militia
- Grace True
- Violet Grey
- Bolabogg : une entité démoniaque
- Abraham « Abe » Pitch

## Adaptation cinématographique
Une adaptation cinématographique de Dead@17 est prévue. La date de sortie est inconnue et seulement le réalisateur Dennis Iliadis (en) est associé au projet. Le projet cinématographique devrait être produit par MTV Films.